# Неоніла
Неля — жіноче ім'я, побутує в українському народі. Уживаються такі зменшувально-пестливі форми цього імені: Ніла, Ніля, Ніленька, Нілочка, Неоніла, Нилонька, Нилочка, Ониля, Онилонька, Онилочка, Онилка.
Зпозичене з грецької мови. Очевидно, утворене від чоловічого імені Неон, що походить від грец. Νέος, пов'язаного з ηéoç «молодий, юний; новий».